# 上野知子
上野 知子（うえの ともこ、1959年10月11日 - ）は、南日本放送のアナウンサー、同局アナウンス部専任部長。

## 人物
- 趣味は、『手作り』物全般。
- 『ポジティブシンキング』と言われる。
- 愛称（ニックネーム）は、入社当初より「ともちゃん」

### 白血病による降板
- 20年以上MBCアナウンサーとして活動してきたが、2006年1月に「急性骨髄性白血病」と診断され長年担当したラジオ番組「城山スズメ」を降板。その後、末梢血幹細胞の移植を受け一命は取り留めたが、療養のために長く休職した。そして2009年には現場復帰し、2010年より本格的に活動を再開。
- 降板時はMBCから病気について公にされなかったが、重病説はこの時点で既に囁かれていた。しかし、3月末に後輩の豊田瑠衣がフリー転身、谷口智子が契約満了に伴い退社。5月には同期の采野吉洋も脳出血で突如降板[3]と、半年にアナウンサーが4人も現場を去る異常事態に見舞われた。MBCでは2000年代にアナウンサーが次々と退社・異動した事もあり、視聴者の間では社内の確執を疑う声も多々見られた。だが2009年の現場復帰後は再び重病説が有力視され、2010年の「城山スズメ」復帰時に本人がブログ「ana the world」にて正式に白血病だったことを公表した[4]。
- 上野が休職した3年間は竹下裕理が東京のCMAから派遣され、事実上代理となった。また上記の様な事態もあり、2006年は4名[5]がアナウンス部へ採用された。なお竹下は上野と入れ替わりに退社し、地元の群馬へ戻っている。

## 現在の担当番組
ラジオのニュース番組の担当は2018年3月をもって降板した。それ以降はCMのナレーションが中心で、事実上当局直属のナレーターとして扱われている。

## 過去の担当番組
- MCサウンドスカッシュ[2]
- 風の島唄
- 城山スズメ（-2006.1、2010年度の木曜）
- MBCラジオ こどもステージ
- Wake up! かごしま（月曜）
- 日曜ワイド桂竹丸・知子のみなみなサンデー（1999.4-）
- ゆうぐれエクスプレス